# Матхангване
Матхангване (англ. Mathangwane) — сельский населённый пункт на востоке Ботсваны, на территории Центрального округа.

## Географическое положение
Деревня находится в восточной части округа, на правом берегу реки Шаше, на расстоянии приблизительно 425 километров к северо-северо-востоку (NNE) от столицы страны Габороне.

## Население
По данным официальной переписи 2011 года численность населения составляла 4976 человек.
Динамика численности населения Матхангване по годам:
| 1991 | 2001 | 2011 | 2013 |
| ---- | ---- | ---- | ---- |
| 2511 | 3962 | 4976 | 5215 |